# Малое филлофорное поле
«Малое филлофорное поле» (укр. «Мале філофорне поле») — ботанический заказник общегосударственного значения, расположенный в акватории Чёрного моря на территории Красноперекопского и Раздольненского районов (Крым); крупнейший по площади заказник Крыма. Площадь — 38 500 га. Управляющая организация — Министерство экологии и природных ресурсов Республики Крым.

## История
Ботанический заказник местного значения Малое филлофорное поле был создан постановлением Верховной рады Автономной Республики Крым от 22.12.2010 № 126-6/10 «О расширении и упорядочении сети территорий и объектов природно-заповедного фонда в Автономной Республике Крым». Заказник общегосударственного значения основан 31 августа 2012 года Приказом Президента Украины от 31.08.2012 № 527/2012, путём реорганизации одноимённого ботанического заказника местного значения.

## Описание
Цель создания заказника — охрана колонии водорослей из рода филлофора (Phyllophora).
Расположен в акватории Каркинитского залива Чёрного моря. Это один из четырёх природоохранных объектов в Каркинитском заливе (другие: Лебяжьи острова, Каркинитский заказник, частично Бакальская коса).
Границы заказника определены координатами:
- 45°48′03″ с. ш. 33°10′06″ в. д.HGЯO
- 45°54′29″ с. ш. 33°09′12″ в. д.HGЯO
- 45°59′00″ с. ш. 33°06′00″ в. д.HGЯO
- 45°59′00″ с. ш. 33°21′00″ в. д.HGЯO
- 45°57′07″ с. ш. 33°24′15″ в. д.HGЯO
- 45°48′33″ с. ш. 33°23′50″ в. д.HGЯO

Ближайший населённый пункт — Красноперекопск.

## Природа
На территории заказника были зарегистрированы 4 вида водорослей, 4 вида ракообразных, 7 видов рыб, 1 вид двустворчатых моллюсков и 3 вида морских млекопитающих, которые занесены в Красную книгу Украины.
Доминирующими среди донной растительности являются виды рода красных водорослей (Rhodóphyta) филлофора (Phyllophora): Ph. crispa P.S. Dixon (Ph. nervosa Grev.); Ph. truncata Zinova (Ph. brodiaei J.Ag); Ph. pseudoseranoides Newr. (Ph. membranifolia J.Ag), Ph. pseudoceranoides.
У побережья: на мелководье развиваются сообщества морской травы взморник малый (Zostera nana Hornem), с глубиной их сменяют фитоценозы взморник морской (Zostera marina). Центральная часть Каркинитского залива является ареалом вида филлофора криспа (Ph. crispa sf. shaerica) — неприкреплённые водоросли шаровидной формы. Максимальное проективное покрытие дна на Малом филлофорном поле относится к глубинам 6-10 м, где присутствуют участки практически сомкнутого растительного покрова фитоценозов филлофоры и зостеры (взморника).
В сентябре 2008 года в флористическом составе фитобентоса Каркинитского залива было обнаружено 25 видов донной растительности, включая цветковые макрофиты (Thalassiophyta), макроскопические водоросли (отделы: зелёные Chlorophyta, харофитовые Charophyta и красные Rhodophyta), синезелёные водоросли (Cyanophyta).